# إيه آي إم-132 أسرام
إيه آي إي-132 أسرام (بالإنجليزية: AIM-132 ASRAAM)‏ صاروخ جو - جو حراري التوجيه قصير المدى من صنع شركة إم بي دي إيه الأوروبية، يبلغ وزن الصاروخ 88 كجم ووزن الرأس الحربي 10 كجم فيما يصل طوله إلى 2.9 متر والقطر 166 ملم، يمكن للصاروخ إصابة أهداف من 500 متر حتى 18 كيلومترا وتصل سرعته إلى 3 ماخ.